# Tucači kamena
Tucači kamena (francuski:Les Casseurs de pierres) je slavna slika Gustavea Courbeta koja ikonografski odražava socijalne ideje; najranije djelo čistog realizma.

## Povijest
Courbet je svjedočio radu dvojice ljudi uz cestu, i zamolio ih je da mu poziraju za sliku. Naslikao ih je u prirodnoj veličini i neobično čvrsto i bez emocija i patetike Francoisa Milleta.
Slika je u veljači 1945. god. trebala biti spremljena u utvrdu Königstein, no konvoj su bombardirali saveznici i slika je, zajedno s 154 druge slike, uništena.

## Odlike
Na njemu su prikazani dva radnika, jedan koji razbija kamenje čekićem i drugi koji diže teški kamen. Poput Milletovih skupljačica (Pabirčenje), ovi likovi prizivaju romantičarsku nostalgiju za jednostavnošću života, no u isto vrijeme prikazuju konstantnost i prisiljenost na teški rad onih koji su rođeni u siromaštvu. I na Pabričenju i Tucačima kamena, radnici su anonimni. Njihova lica su skrivena sjenkama što ih čini univerzalnim pripadnicima radničke klase više nego individualnim osobama. Jedino što prepoznajemo iz njihovih figura jeste njihova dobna razlika. Courbet je prikazao mladića (skoro dijete) i starca u teškom radu, čime je želio istaknuti neljudski odnos prema radnicima u to doba kada su i najteže poslove obavljali djeca i starci. Iako su postali simbolom radničkog statusa, oni ne traže od nas suosjećanje.